# Baronia de Ácova
Ácova (em grego: Άκοβα; romaniz.: Ákova) foi um feudo franco medieval do Principado da Acaia, localizado nas montanhas do leste da Élida na península do Peloponeso na Grécia, que era centrado na fortaleza de Ácova ou Mategrifo. Esteve entre as 12 baronias originais da Acaia, mas foi conquistado pelos bizantinos em 1320.

## História

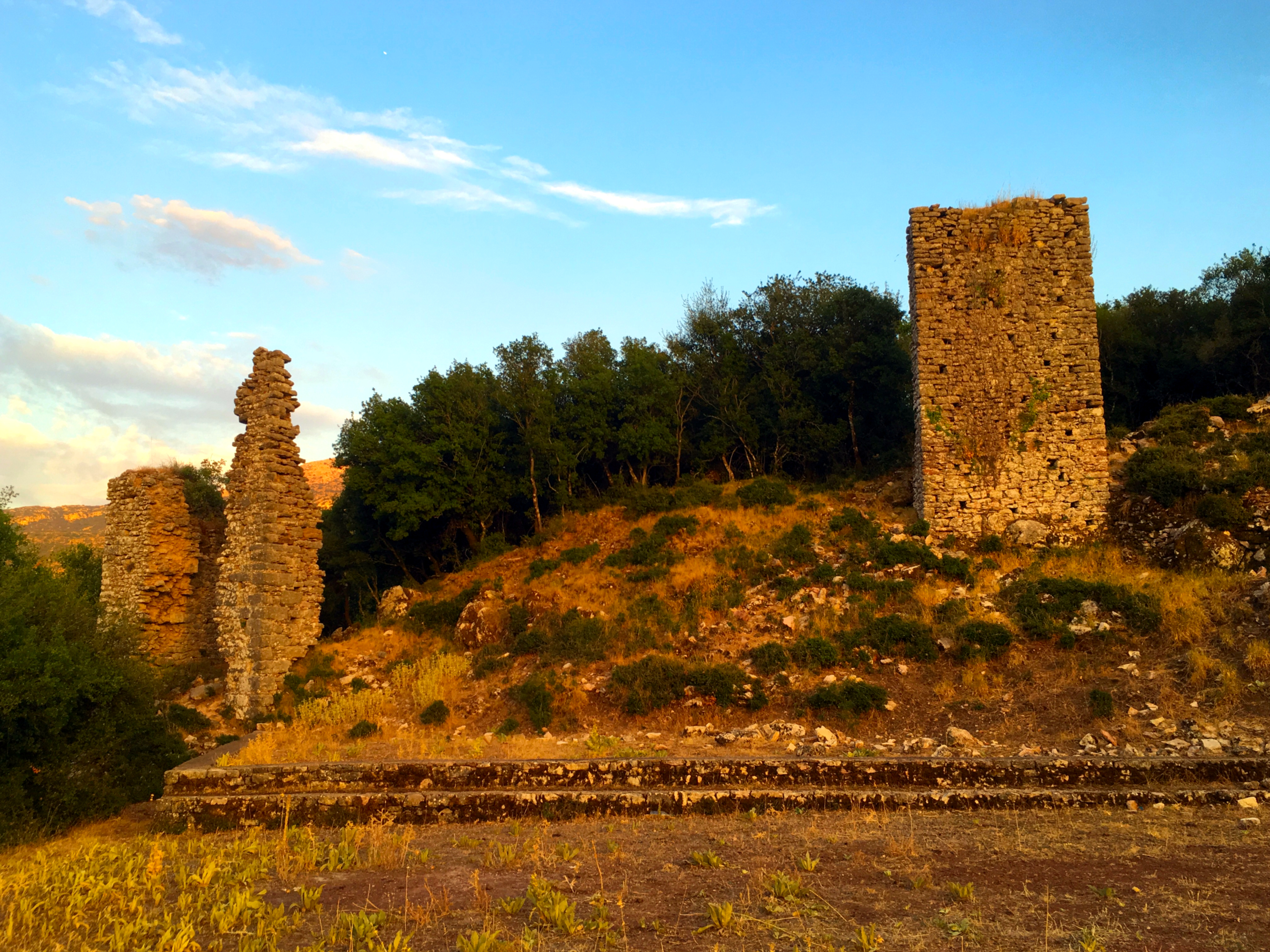
Vista do Castelo de Ácova

A Baronia de Ácova foi estabelecida ca. 1209, após a conquista do Peloponeso pelos cruzados, e foi uma das 12 baronias seculares originais dentro do Principado da Acaia. junto com a Baronia de Patras, Ácova foi uma das duas maiores e mais importantes baronias do principado, com 24 feudos cavalheirescos anexados a ela. A capital da baronia foi a fortaleza de Ácova ou Mategrifo (mata grego, grifo sendo um termo francônico para os gregos) construída sobre a área montanhosa conhecida na Crônica da Moreia como Mesareia, separando a Élida da Arcádia e dominando o vale superior do rio Alfeu, pela família baronal de Rosières, de origem borgonhesa.
O único barão conhecido do período inicial da baronia é Gualtério de Rosières, que é registrado pela primeira vez numa lista de feudatários em 1228/1230 e pela Crônica como tendo morrido sem crianças ca. 1273. Para preencher o período até 1209, Karl Hopf especulou que houve dois barões, pai e filho, chamados Gualtério, mas como relatado por A. Bon, a existência dum barão atualmente desconhecido antes de 1228-1230 é igualmente possível. A única herdeira de Gualtério foi Margarida de Passavante, filha de sua irmã com o barão de Passavante João de Nully.
Margarida residia em Constantinopla como refém na corte bizantina desde 1261, e ao retornar ao principado, tentou reclamar sua herança mas foi incapaz de fazê-lo, pois segundo o direito feudal aqueu, quaisquer herdeiros tinham de trazer suas reivindicações dentro de ao menos dois anos e dois dias da data da morte do último titular, ou o direito era confiscado. Como Margarida atrasou sua chegada, o príncipe Guilherme II de Vilearduin já havia confiscado a Baronia de Ácova (Passavante havia sido perdida para os bizantinos). Os direitos de Margarida estiveram sujeitos a uma celebrada disputa legal, que foi abjudicada num parlamento realizado em Glarentza, provavelmente em 1276. Mesmo embora ela casou-se com o influente João de Saint Omer para promover suas reivindicações, o parlamento favoreceu o príncipe, que no entanto cedeu um terço da baronia (8 feudos) para Margarida e João, enquanto o restante, junto da fortaleza de Ácova, tornaram-se feudo da filha mais jovem de Guilherme II, Margarida.
Margarida aumentou seus domínios em 1297 através da doação de alguns feudos e castelos por sua irmã, a princesa Isabel. Em ca. 1311, ela procurou, por virtude de sua descendência, reclamar o principado, ou ao menos parte dele, dos reis angevinos de Nápoles que controlavam-o desde 1278. Para este fim, em fevereiro de 1314, casou sua única filha, Isabel de Sabran, com Ferdinando de Maiorca, e passou seus títulos e direitos para eles. Ela então retornou para Acaia, onde foi presa pelo bailio angevino Nicolau, o Mouro e morreu em cativeiro em fevereiro ou março de 1315. Ferdinando invadiu a Acaia e tentou reclamar o principado de Luís da Borgonha, mas caiu na batalha de Manolada em julho de 1316. Na esteira da morte de Margarida e a invasão maiorquina, a Baronia de Ácova foi confiscada e adicionada ao domínio principesco. Cinco anos depois, em 1320, Ácova junto dos castelos de Carítena, Polifengo e São Jorge em Escorta caíram para os bizantinos sob Andrônico Asen.